# كفر نبودة
كفرنبودة تقع بلدة كفرنبودة في منطقة السقيلبية التابعة لمحافظة حماة في شمال غرب مدينة حماة بحوالي / 50 / كم وشرق مدينة أفاميا حوالي /10/ كم. وهي تعتبر منطقة حدودية لريف إدلب الجنوبي من الشرق حيث يحدها بشكل مباشر بلدة الهبيط التابعة لمحافظة إدلب ومن الشمال مزارع وقرى تتبع إدارياً لبلدة كفرنبودة وبعدها جبل شحشبو الريف الجنوبي لإدلب أيضا وتقع بلدة كفرنبودة على هضبة مساحة مخططها التنظيمي /285/هكتار ويبلغ عدد سكانها حسب السجل المدني في 31/12/2010 (19369) نسمة.
وتاريخ البلدة يعود إلى العقود البيزنطية حيث تم الكشف مؤخراً عن لوحة فسيفسائية تعود إلى القرن السادس الميلادي وتمر من البلدة قناة العاشق التي تصل بين مدينة السلمية ومدينة أفاميا.
ويوجد بالبلدة جميع المراكز الخدمية ويوجد فيها أربع تجمعات مدرسية لمختلف مراحل التعليم الأساسي مرحلة أولى وثانية وتعليم ثانوي أدبي وعلمي ويوجد حوالي / 300 / طالب وطالبة جامعة في مختلف الفروع.
وتعتمد البلدة على المياه الجوفية لتامين مياه الشرب حيث يوجد فيها أربعة آبار إرتوازية.
ويقوم مجلس بلدة كفرنبودة بالإشراف على البلدة والمزارع لتابعة لها حيث أن البلدة مخدمة بشبكة طرق يبلغ طولها تقريبا /24/ كم تخدم تقريبا / 65 / % وشبكة صرف صحي بطول تقريبا /34/ كم تخدم حوالي 80 % من السكان.
تشتهر بلدة كفرنبودة بزراعة عدة محاصيل أهمها (البطاطا ـ الشمندرـ الحبوب بكافة أنواعها) كما يعتمد بعض الأهالي في البلدة على تربية الأبقار والأغنام وبلدة كفرنبودة تعد محطة ربط بين المنطقة الساحلية والمنطقة والشمالية والشرقية.

## أصل التسمية
كفر نبودة باللغة السريانية مؤلفة من قسمين، كفر بمعنى القرية الصغيرة، ونبودة المشتقة من الجذر السرياني نبذ أي رفع، فبالسريانية كل شيء بارد ومرتفع يسمى نابد أو نبده، فتصبح معنى الاسم القرية المرتفعة، وذلك بتطابق مع مكان وجود القرية على هضبة تسمى أحيانا هضبة القصابيات. هناك اجتهاد آخر، أن نبودة مشتقة من النبيذ، فتصبح معنى الاسم قرية النبيذ أو قرية العنب، ومن المثير وجود زراعة الكرمة التي كانت منتشرة في القرية لكنها انحصرت لصالح زراعات أخرى، وأيضا يوجد آثار قديمة لمعاصر العنب.

## روابط خارجية
- لمحة عن بلدة كفرنبودة